# Seznam brazilskih biologov
Seznam brazilskih biologov.

## B
- Wilson Teixeira Beraldo (1917-1998)

## C
- Carlos Chagas (1879-1934)
- Miguel Rolando Covian (1913-1992)

## F
- Sérgio Ferreira (1934-)

## G
- Émil Goeldi (1859-1917)

## K
- Warwick Estevam Kerr (1922-2018)
- Fritz Köberle (1910-1983)
- Moacyr Krieger (1930-)

## L
- Harri Lorenzi (1949-)
- Adolfo Lutz (1855-1940)

## M
- Desmond Morris (1928-)

## R
- Maurício Rocha e Silva (1910-1983)

## V
- Vital Brazil (1865-1950)